# Imigração venezuelana na Argentina
A imigração venezuelana na Argentina é um fenómeno migratório que ganhou muita importância no início da década de 2010. Os migrantes são, sobretudo, jovens estudantes, que chegam ao país para iniciar ou terminar a faculdade, mas há um monte de empresários e adultos que são profissionais que procuram exercer a sua profissão no país do sul. A comunidade venezuelana na Argentina está entre aqueles de maior crescimento nos últimos anos.
De acordo com o Registro Nacional de pessoas de Argentina, até dezembro de 2016, havia 24.347 venezuelanos que residem permanentemente no país.
Argentina é lar de uma das maiores comunidades da diáspora venezuelana na América do Sul com a Colômbia e Brasil.